# Bisdom Sessa Aurunca
Het bisdom Sessa Aurunca (Latijn: Dioecesis Suessana; Italiaans: Diocesi di Sessa Aurunca) is een in Italië gelegen rooms-katholiek bisdom met zetel in de stad Sessa Aurunca in de provincie Caserta. Het bisdom behoort tot de kerkprovincie Napels, en is, samen met de aartsbisdommen Capua en Sorrento-Castellammare di Stabia, de bisdommen Acerra, Alife-Caiazzo, Aversa, Caserta, Ischia, Nola, Pozzuoli en Teano-Calvi en de territoriale prelatuur Pompeï, suffragaan aan het aartsbisdom Napels.

## Geschiedenis
Het bisdom Sessa Aurunca werd opgericht in de 5e eeuw. In 966 werd het suffragaan aan het aartsbisdom Capua. Op 27 juni 1818 werd door paus Pius VII met de apostolische constitutie De utiliori het bisdom Carinola opgeheven. Het gebied van dit bisdom viel toe aan Sessa Aurunca. Op 30 april 1979 werd het bisdom Sessa Aurunca suffragaan aan het aartsbisdom Napels.

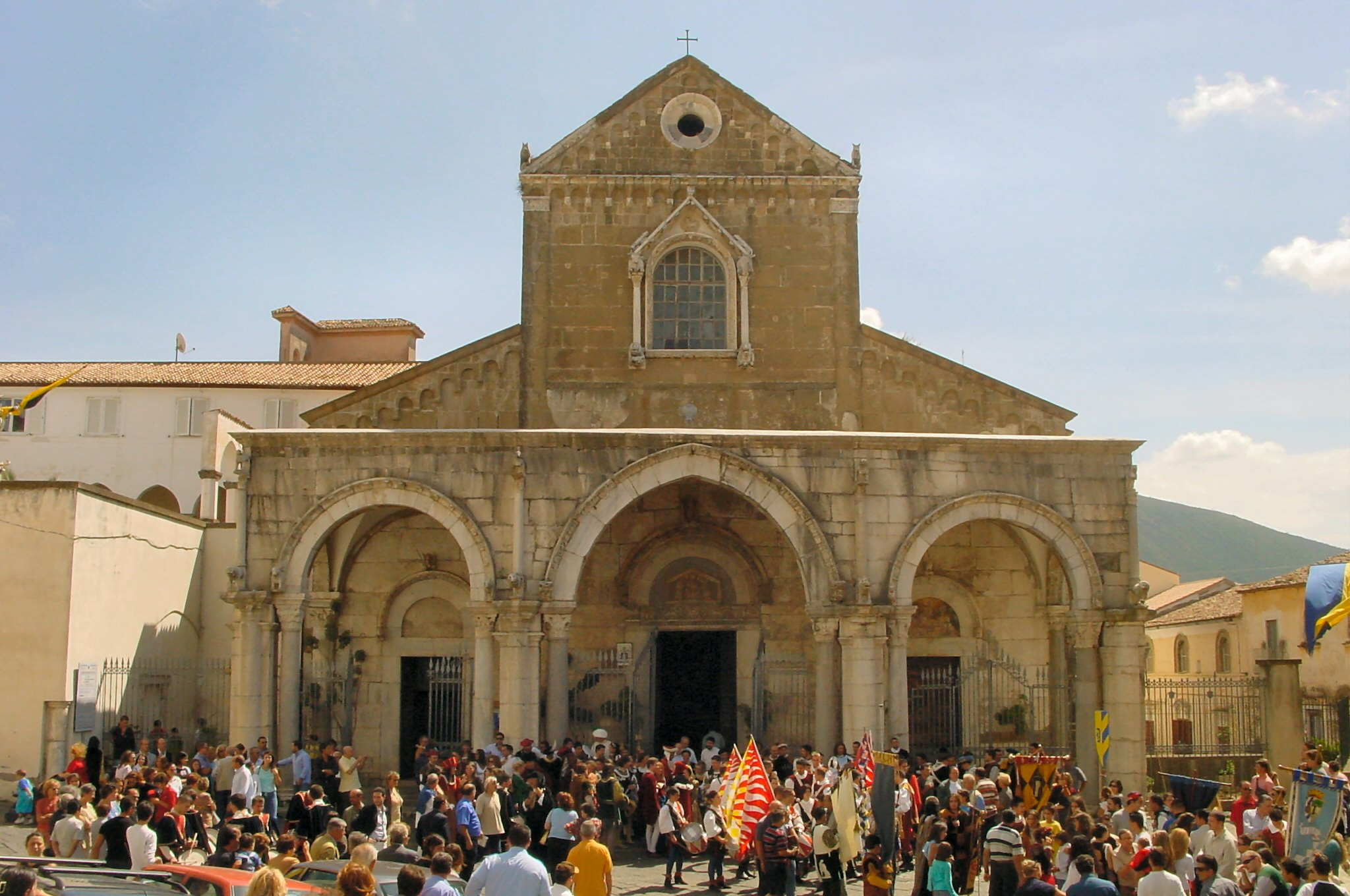
Kathedraal van Sessa Aurunca
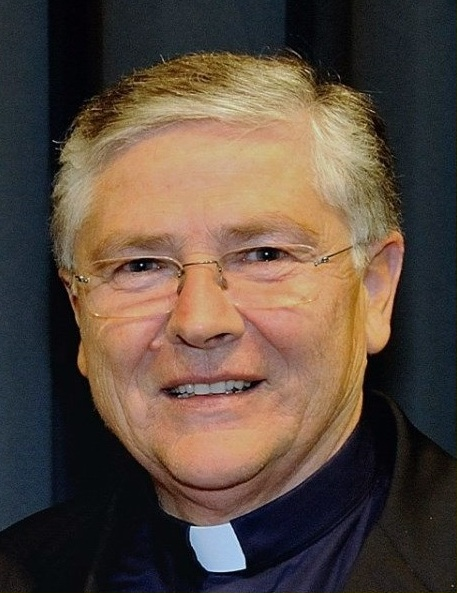
Bisschop Francesco Orazio Piazza